# Aline (Oklahoma)
Aline – miasto w Stanach Zjednoczonych, w stanie Oklahoma, w hrabstwie Alfalfa.